# Abdullah Ercan
Abdullah Ercan (ur. 8 grudnia 1971 w Stambule) – były turecki piłkarz występujący na pozycji pomocnika.

## Kariera klubowa
Abdullah Ercan zawodową karierę rozpoczynał w 1990 roku w Trabzonsporze. W 1992 i 1995 roku zdobył z nim Puchar Turcji, dwa razy zostawał także wicemistrzem kraju. Łącznie w Trabzonsporze turecki pomocnik grał przez dziewięć sezonów, w trakcie których zanotował 249 ligowych występów i jedenaście bramek. Latem 1999 roku Ercan trafił do Fenerbahçe SK, gdzie od razu wywalczył sobie miejsce w podstawowej jedenastce. W sezonie 2000/2001 Abdullah zdobył swój pierwszy w karierze tytuł mistrza Turcji. Kolejnym klubem w karierze Ercana było Galatasaray SK. W sezonie 2003/2004 ekipa „Aslan” uplasowała się dopiero na szóstym miejscu w ligowej tabeli, a Abdullah na boisku pojawił się tylko siedem razy. Po zakończeniu rozgrywek wychowanek Trabzonsporu podpisał kontrakt z İstanbulsporem, z którym w pierwszym sezonie występów spadł do drugiej ligi. W 2006 roku Ercan zdecydował się zakończył swoją karierę.

## Kariera reprezentacyjna
W reprezentacji Turcji Ercan zadebiutował w 1993 roku. W 1996 roku znalazł się w kadrze Fatiha Terima na mistrzostwa Europy. Na turnieju tym Turcja nie zdobyła jednak ani jednego punktu i zajęła ostatnie miejsce w swojej grupie. Ercan wystąpił także na Euro 2000. Tam podopiecznym Mustafy Denizliego udało się wyjść z grupy, jednak w ćwierćfinale musieli uznać wyższość Portugalczyków, którzy wygrali 2:0. Ostatnią wielką imprezą w karierze Abdullaha były Mistrzostwa Świata 2002, na których Turcy niespodziewanie wywalczyli brązowy medal. W meczu półfinałowym nie sprostali późniejszym triumfatorom turnieju – Brazylijczykom, a w pojedynku o trzecie miejsce pokonali 3:2 współgospodarzy mundialu – Koreę Południową. Na mistrzostwach tych Ercan pełnił rolę rezerwowego i nie zagrał w żadnym ze spotkań. Łącznie dla drużyny narodowej zaliczył 68 występów.

## Kariera trenerska
Po zakończeniu piłkarskiej kariery Ercan został trenerem reprezentacji Turcji do lat siedemnastu. Pracował również w Gaziantepsporze i z kadrą U-21.